# Münchner Abkommen

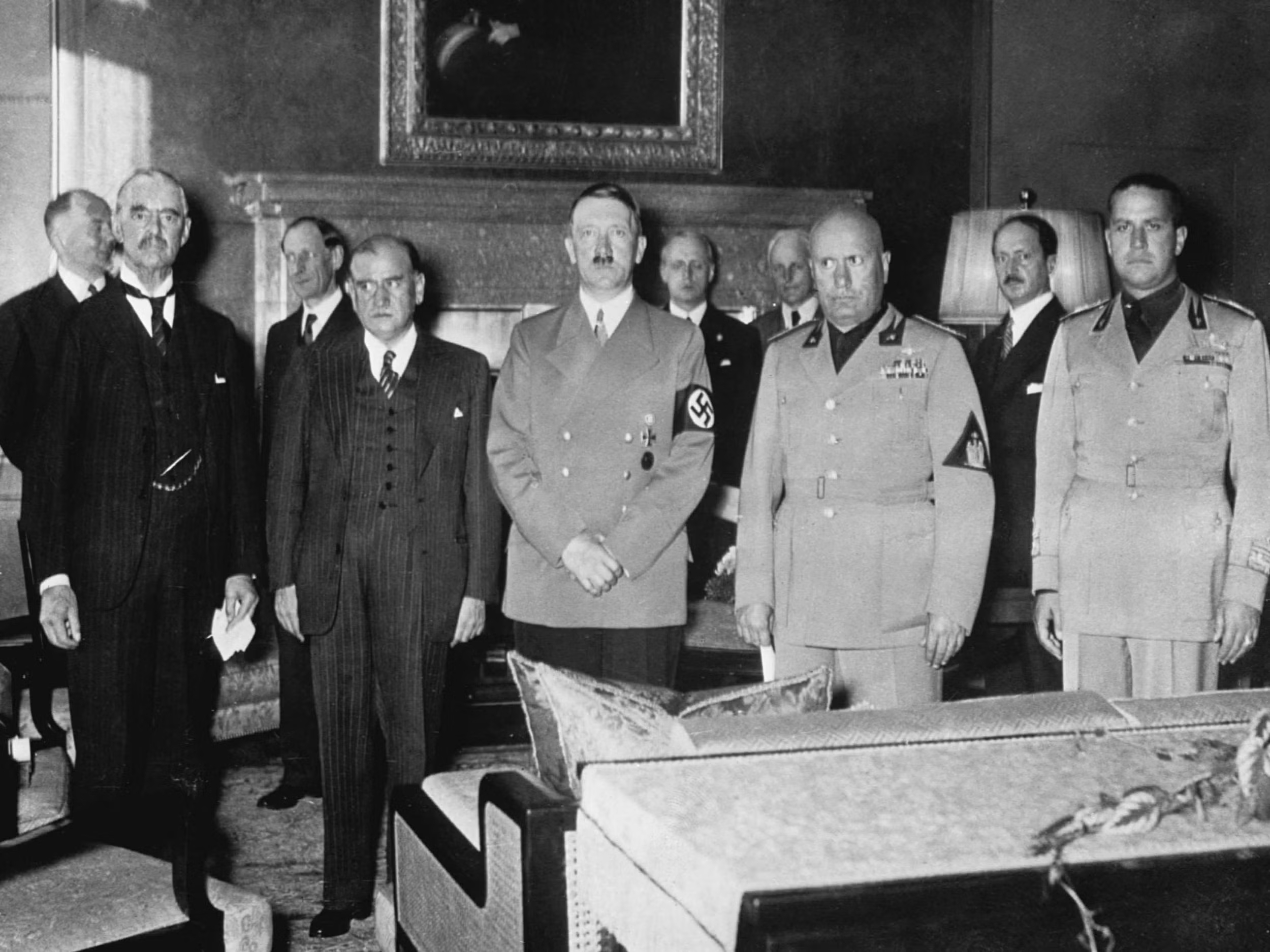
Von links: Chamberlain, Daladier, Hitler, Mussolini, und der italienische Außenminister Graf Galeazzo Ciano. Im Hintergrund (zwischen Hitler und Mussolini) Ribbentrop und Weizsäcker, dann rechts Saint-John Perse.

Das Münchner Abkommen (auch Münchener Abkommen, offizielle Bezeichnung: Abkommen zwischen Deutschland, dem Vereinigten Königreich, Frankreich und Italien, getroffen in München, am 29. September 1938) wurde in der Nacht vom 29. auf den 30. September 1938 von den Regierungschefs Adolf Hitler (NS-Deutschland), Neville Chamberlain (Vereinigtes Königreich), Édouard Daladier (Frankreich) und Benito Mussolini (Italien) in München unterzeichnet. 
Die Tschechoslowakei und die mit ihr verbündete Sowjetunion waren zu der Konferenz nicht eingeladen. Das Abkommen bestimmte, dass die Tschechoslowakei das Sudetenland an Deutschland abtreten und binnen zehn Tagen räumen musste. Der Einmarsch der Wehrmacht begann am 1. Oktober 1938. Ein internationaler Ausschuss sollte die künftigen Grenzen festlegen und Volksabstimmungen in weiteren Gebieten überwachen. Ähnliches war für die polnischen und ungarischen Minderheiten in der Tschechoslowakei vorgesehen. Polen besetzte infolge des Abkommens am 2. Oktober 1938 das Teschener Gebiet. Nach bilateralen Gesprächen erhielt Ungarn im Ersten Wiener Schiedsspruch am 2. November 1938 Gebiete in der Südslowakei und der Karpatenukraine.
Mit dem Münchner Abkommen wurde die Sudetenkrise beendet. Hitler hatte den Konflikt um die Autonomie der Sudetendeutschen gezielt zu einem internationalen Konflikt eskaliert, bei dem es ihm gemäß seinem in der Hoßbach-Niederschrift entfalteten Plan um die Isolierung und letztlich Zerschlagung der Tschechoslowakei ging. Das Münchner Abkommen gilt als Höhepunkt der britisch-französischen Appeasement-Politik. Der Krieg in Europa, den Hitler hatte provozieren wollen, wurde zunächst verhindert. Großbritannien und Frankreich hatten der tschechoslowakischen Regierung unter Ministerpräsident Syrový bereits am 21. September 1938 klargemacht, dass sie im Falle einer Ablehnung der deutschen Forderungen keinen Beistand zu erwarten hätte. Um einen Krieg zu vermeiden, in welchem sie allein gegen Deutschland gestanden hätte, akzeptierte die Tschechoslowakei die Bedingungen des Abkommens. Aufgrund der Umstände wird das Abkommen auch als Diktat von München bezeichnet.
Obwohl das Münchner Abkommen als großer außenpolitischer Erfolg des nationalsozialistischen Deutschlands erschien, war Hitler unzufrieden, weil er eigentlich die ganze Tschechoslowakei hatte erobern wollen. Er forcierte in der Folge die militärisch-strategischen und operativen Planungen und ließ am 15./16. März 1939 unter Bruch des Münchner Abkommens die sogenannte „Rest-Tschechei“ besetzen.

## Inhalt

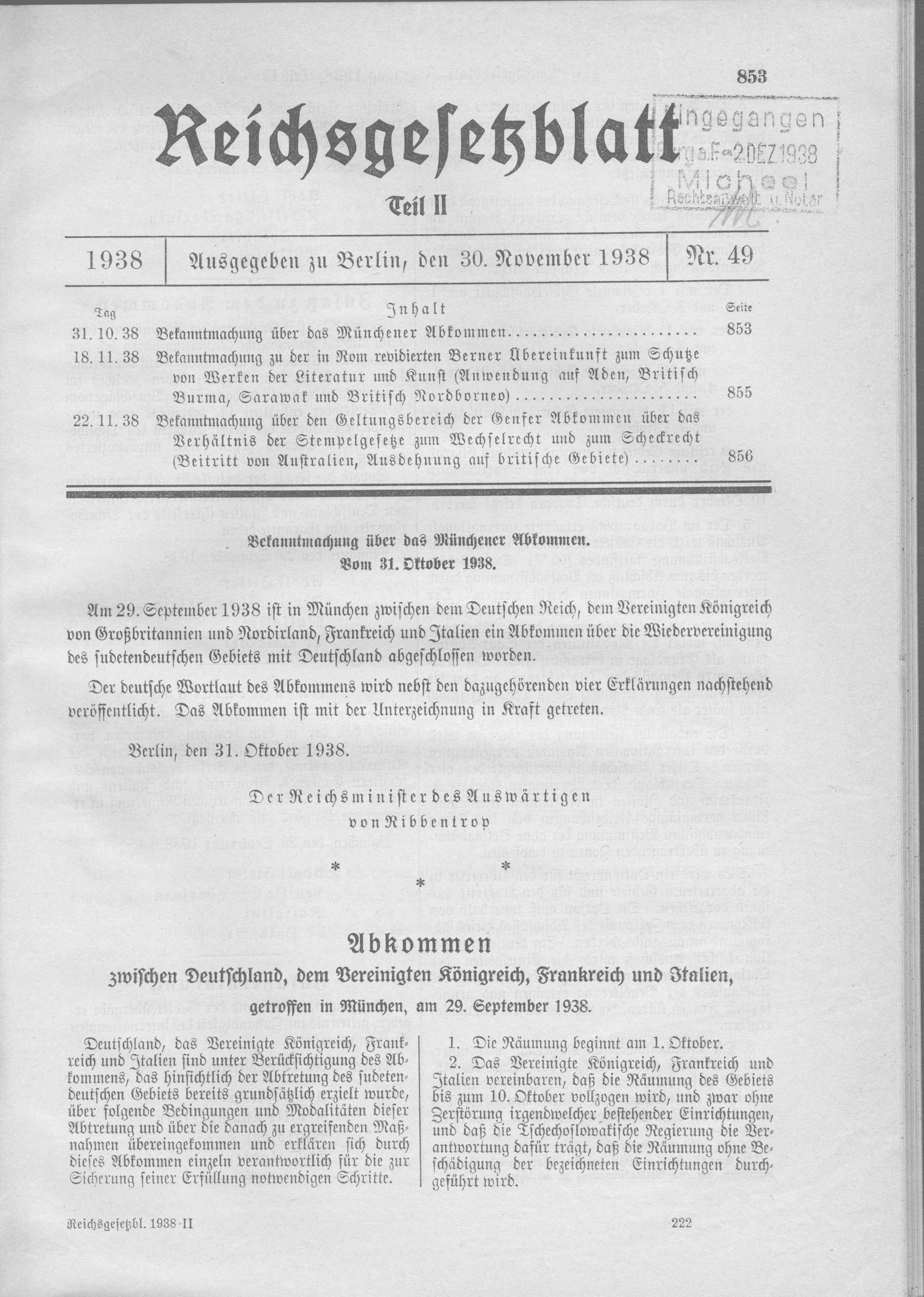
Veröffentlichung der Bekanntmachung über das Münchener Abkommen vom 31. Oktober 1938 im Reichsgesetzblatt 1938, Teil II, S. 853 ff.

Das Münchener Abkommen verfügte, dass die Tschechoslowakische Republik ihre überwiegend von Deutschen bewohnten Grenzgebiete, die sudetendeutschen Gebiete, sofort an das Deutsche Reich abzutreten habe. Es war nach den Beratungen der Regierungschefs der vier Großmächte Chamberlain, Daladier, Hitler und Mussolini im Führerbau in München zustande gekommen und wurde von ihnen dort am 30. September 1938 um 1:30 Uhr unterzeichnet. In zusätzlichen Erklärungen legten sie weitere Modalitäten fest. Im Gegenzug zur Abtretung stellten Großbritannien und Frankreich der Tschechoslowakei den Schutz einer internationalen Garantie in Aussicht. Auch Deutschland und Italien sagten eine Garantie zu, vorbehaltlich einer Regelung der Frage der polnischen und ungarischen Minderheiten in der Tschechoslowakei. Eine internationale Garantie kam allerdings nie zustande.
Das Abkommen bestimmte lediglich die Prinzipien der Räumung, Grenzbestimmung und Staatsangehörigkeitsregelung. Die Durchführung des Abkommens über die Abtretung des Sudetengebietes, die Festlegung der Grenzen und die Modalitäten der Räumung sollte ein Ausschuss der Unterzeichnerstaaten regeln. Er sollte auch bestimmen, in welchen Gebieten Volksabstimmungen durchgeführt werden sollten, nach dem Muster der Saarabstimmung 1935. Ein Optionsrecht für die Bevölkerung wurde vorgesehen.
Die tschechoslowakische Regierung sollte einen Vertreter in diesen internationalen Ausschuss entsenden. Ein deutsch-tschechoslowakischer Ausschuss sollte Regelungen für Optanten treffen, um ihnen einen Gebietswechsel in die abgetretenen Gebiete oder aus ihnen heraus zu ermöglichen. An der Konferenz selbst war die Tschechoslowakei nicht beteiligt.

## Bedeutung

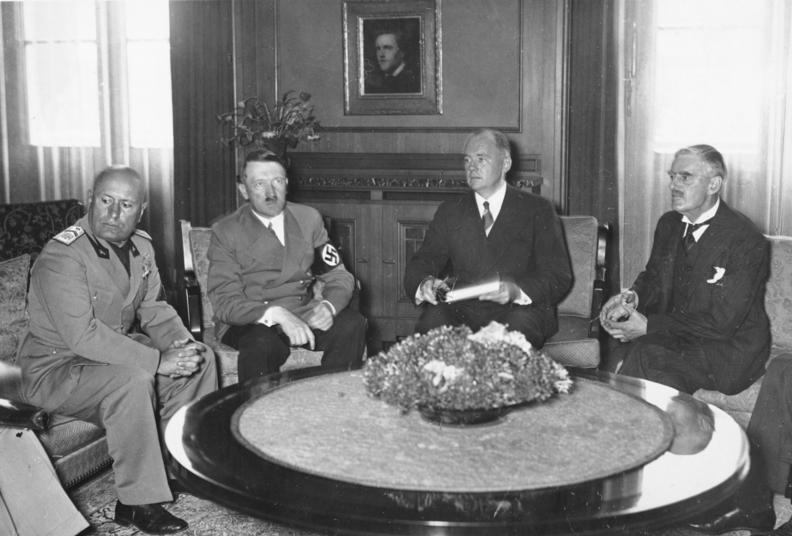
Münchener Konferenz am 29. September 1938 im Führerbau am Königsplatz in München, v. l. n. r.: Mussolini, Hitler, Dolmetscher Paul Otto G. Schmidt, Chamberlain

Das Münchner Abkommen bedeutete faktisch das Ende der 1918 entstandenen multinationalen Tschechoslowakei, da auch die Nachbarstaaten Polen und Ungarn die Gunst der Stunde zu Gebietsbesetzungen nutzten, im Gegensatz zu Deutschland jedoch ohne Zustimmung der Signatarmächte Großbritannien und Frankreich. Letztere zeigten erst spät Verständnis für den seit 1919 ignorierten Wunsch der sudetendeutschen Bevölkerung und sahen diesen Beschluss daher auch als Teilrevision des Vertrags von St. Germain an beziehungsweise als nachgereichte Erfüllung des Selbstbestimmungsrechts der Völker. In erster Linie wollten sie damit einen Krieg verhindern. Sie hofften, durch eine Appeasement-Politik den Fortbestand des tschechoslowakischen Staates zu gewährleisten und insofern das Beistandsabkommen zu erfüllen.
Im Ergebnis hatten außer Frankreich alle übrigen Großmächte das Münchner Abkommen bis 1942 als gültig zustande gekommen betrachtet und behandelt; lediglich Frankreich präzisierte im Nachhinein seine Haltung, das Abkommen als nichtig ab initio ansehen zu wollen; „demgegenüber vertritt die britische Regierung den seit jeher eingenommenen Rechtsstandpunkt mit großer Festigkeit, daß das Münchener Abkommen seinerzeit gültig zustande gekommen ist, eine Zeit lang rechtlich bindend war, inzwischen jedoch mit Wirkung ex nunc durch das Verhalten des Deutschen Reiches hinfällig geworden ist“.

## Folgen des Abkommens

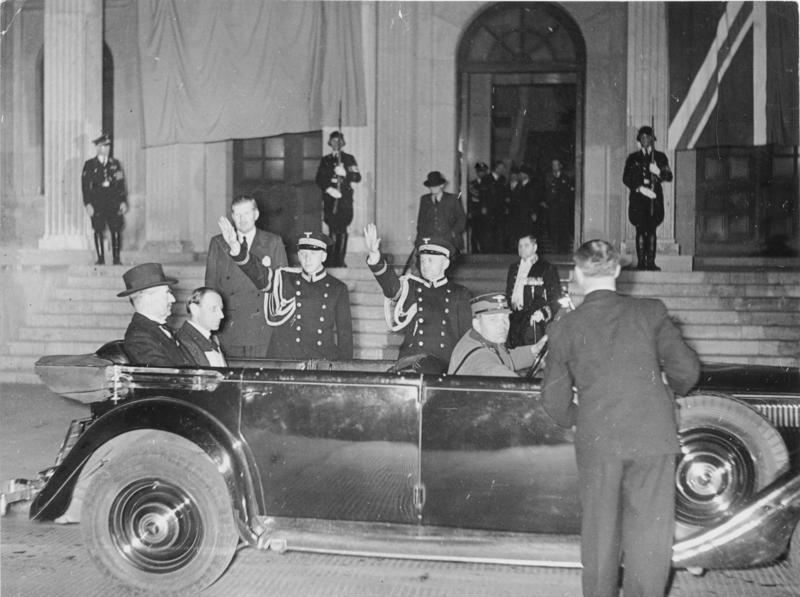
Der britische Premierminister Neville Chamberlain verlässt in Begleitung von Sir Horace Wilson in einer Verhandlungspause die Tagungsstätte.

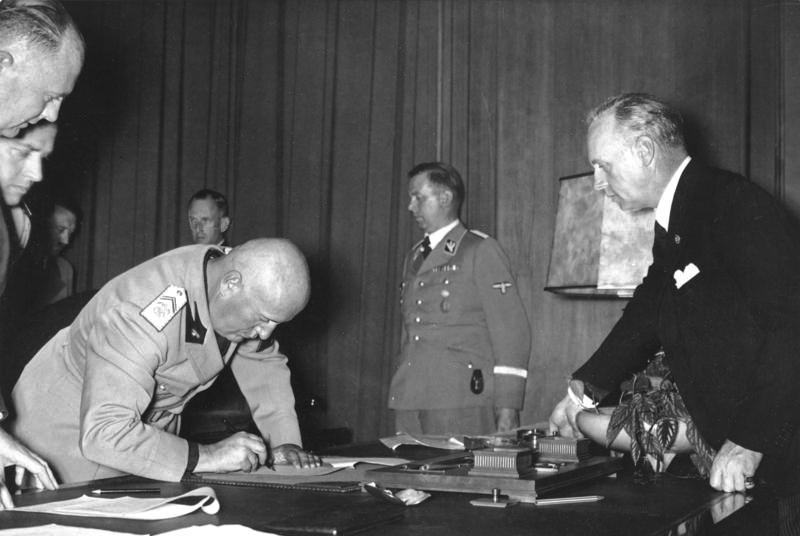
Mussolini bei der Unterzeichnung des Abkommens

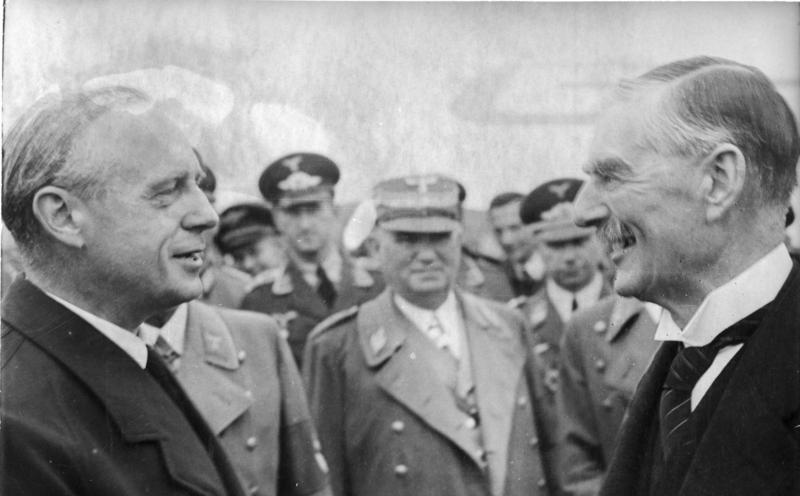
Von Ribbentrop (l.) verabschiedet Chamberlain (r.)

Vertreter der Tschechoslowakei hatten nicht nur nicht an der Konferenz von München teilgenommen, sondern waren über deren Verlauf auch nur unvollständig informiert worden. Am Morgen des 30. September 1938 wurden der tschechoslowakischen Regierung von deutscher Seite die Ergebnisse mitgeteilt. Die tschechoslowakische Regierung sah sich isoliert und fürchtete, dass im Falle einer Ablehnung Deutschland mit Unterstützung Ungarns und wahrscheinlich auch Polens sofort angreifen werde, während mit Hilfe aus dem Westen nicht mehr zu rechnen sei. Ihre Hoffnung bestand deshalb darin, durch die Annahme der Vereinbarung als Ganzes mit der nächsten internationalen Kommission weitere Forderungen abzuwenden. Präsident Edvard Beneš kam zu dem Schluss, dass es im Falle einer Ablehnung zwar einen ehrenhaften Krieg geben werde, „bei dem wir aber nicht nur unsere Selbstbestimmung verlieren, sondern das Volk ermordet wird“. Die Entscheidung lief deshalb darauf hinaus, zumindest den Kern des tschechoslowakischen Staates zu retten. Der tschechoslowakische Außenminister Kamil Krofta erklärte am 30. September gegenüber dem britischen, dem französischen und dem italienischen Gesandten:

„Im Namen des Präsidenten der Republik sowie meiner Regierung erkläre ich, daß wir uns den in München ohne uns und gegen uns getroffenen Entscheidungen unterwerfen. […] Ich will nicht kritisieren, aber das ist für uns eine Katastrophe, die wir nicht verdient haben. Wir unterwerfen uns und werden uns bemühen, unserem Volk ein ruhiges Leben zu sichern. Ich weiß nicht, ob von dieser in München getroffenen Entscheidung Ihre Länder Vorteil haben werden. Allein, wir sind nicht die letzten, nach uns werden andere betroffen werden.“

Tschechoslowakische Politiker – allen voran der damalige Staatspräsident Beneš – fühlten sich von den Schutzmächten verraten. Deswegen wurde das Abkommen von der Bevölkerung als „Münchner Verrat“ bezeichnet oder pointiert „Über uns, ohne uns.“
Durch das Münchner Abkommen verlor die Tschechoslowakei 41.296 von 140.508 km² Staatsgebiet, 70 % ihrer Schwerindustrie, 80 % ihrer Textilproduktion, 66 % ihrer Kohlevorkommen, 70 % ihrer Elektrizitätserzeugung und 40 % ihrer Holzbestände sowie mit 4,75 Millionen Menschen rund ein Drittel ihrer Gesamtbevölkerung. Vor dem Hintergrund der rüstungsbedingten allgemeinen wirtschaftlichen Krise in Deutschland wurde das besetzte Sudeten-Territorium sofort wirtschaftlich ausgeschöpft. Unmittelbar nach dem Einmarsch und bevor zivile Behörden Zugriff bekommen konnten, wurden von der Wehrmacht Rüstungsaufträge an Betriebe im Sudetengebiet vergeben. Die Reichsbehörden verlagerten zur Entlastung der Industrie des Altreiches Aufträge zur Herstellung von Uniformtuchen für die Wehrmacht auf die sudetendeutsche Textilindustrie. Strukturell bedingt konnte die sudetendeutsche Industrie, die weitgehend konsum- und gebrauchsgüterorientiert war, allerdings keinen rüstungswirtschaftlichen Zuwachs herbeiführen. Vielmehr musste das Reich durch Subventionen und nicht rüstungsrelevante Aufträge die Phase der wirtschaftlichen Umstellung überbrücken. Der Annexionsgewinn bestand nach Ansicht des Oberkommandos der Wehrmacht in der „Vergrößerung des Großdeutschen Wirtschaftsraums“ und darin, dass die Rest-Tschechoslowakei nunmehr politisch und wirtschaftlich von Deutschland abhängig war.
In der Tschechoslowakei wurde Eduard Beneš persönlich für das Fiasko von München verantwortlich gemacht. Er trat am 5. Oktober 1938 zurück und verließ am 22. Oktober das Land. In Prag übernahm der rechte Flügel der Agrarpartei die Regierung und orientierte sich fast vorbehaltlos an der deutschen Hegemonie. Währenddessen versuchte die Slowakische Volkspartei ihr Autonomieprogramm durchzusetzen, auch wenn der neue slowakische Ministerpräsident Jozef Tiso die Zeit für eine Eigenstaatlichkeit noch nicht für gekommen hielt. Auch dem jetzt „Karpaten-Ukraine“ genannten Ruthenien wurde eine autonome Landesregierung zugestanden. Paramilitärische Formationen wie die slowakische Hlinka-Garde und die ruthenische Sič mit ihrem faschistisch-nationalsozialistisch-ständestaatlichen Hintergrund gewannen innenpolitisches Gewicht. Am 23. November 1938 wurden die Autonomiegesetze verabschiedet, die den Staat in die föderalistische Tschecho-Slowakische Republik verwandelten. Nach deutschem Vorbild wurde ein Einparteiensystem etabliert und die Verfassung nach der Verabschiedung eines Ermächtigungsgesetzes durch die am 1. Dezember 1938 eingesetzte Regierung Beran suspendiert. Offener Antisemitismus lebte auf. Die Umorientierung auf die Interessen des Deutschen Reichs führte freilich nicht dazu, dass Hitler zu Zugeständnissen bei der Grenzziehung oder Unterstützung bei den Grenzstreitigkeiten mit Ungarn und Polen bereit gewesen wäre. Vielmehr unterstützte der deutsche Sicherheitsdienst die slowakischen Politiker insgeheim bei ihren Unabhängigkeitsplänen. Hitler hatte sein Ziel, sich der Tschechoslowakei zu bemächtigen, ohnehin nicht aufgegeben und begann unmittelbar nach Abschluss des Münchner Abkommens mit der Vorbereitung. Dazu sollte die Sezession der Slowakei forciert genutzt werden.
Für die deutschen Emigranten und exilierten Regimegegner war die Situation in der Tschechoslowakei auf Druck der deutschen Regierung bereits vor dem Münchner Abkommen schwierig geworden. Zehntausende politische Flüchtlinge aus dem Sudetenland wurden von der tschechischen Regierung auf deutsches Verlangen hin abgewiesen und abgeschoben.
In der Literatur ist die Ansicht verbreitet, das Münchner Abkommen habe einen möglichen Militärputsch gegen Hitler verhindert. In den Monaten vor der Konferenz von München hatte sich an der Spitze der Wehrmacht, im Amt Ausland/Abwehr des Oberkommandos der Wehrmacht und im Auswärtigen Amt eine Opposition gegen Hitlers Politik formiert. Aus Angst vor einem nicht zu gewinnenden Krieg mit Großbritannien im Zuge der Septemberkrise entstand die sogenannte Septemberverschwörung. Krieg oder Staatsstreich sei die Alternative gewesen, formulierte etwa Joachim C. Fest in seiner Studie Staatsstreich: Der lange Weg zum 20. Juli (1994). Aber der Erfolg der Münchner Konferenz habe das „vermutlich aussichtsreichste Unternehmen zum Sturz des NS-Regimes und zur Wiederherstellung rechtsstaatlicher Ordnung in Deutschland“ scheitern lassen, weil es die zentrale Begründung zunichtemachte, dass Hitler allen Warnungen zum Trotz einen Krieg entfesseln würde. Ein erheblicher Teil der Verantwortung an der weiteren Entwicklung, so sah dies auch schon Carl Goerdeler 1943, hätte demnach in der britischen Appeasementpolitik gelegen. Allerdings lässt sich kein klares Bild der „Septemberverschwörung“, über ihre Teilnehmer oder das Ausmaß der Vorbereitungen gewinnen. Jürgen Zarusky resümiert, dass es sich bei den Akteuren „um ein situativ bedingtes Konglomerat oppositioneller Tendenzen“ handelte, in dem Systemgegnerschaft und das Ringen um eine alternative Außenpolitik zusammenkamen“. Es fehlte ihnen aber „an einer gemeinsamen politischen Konzeption […], wenngleich es wohl einen nationalistischen Grundkonsens gab. Die Putschplanung „trug Züge eines Hasardspiels“, sodass der Behauptung, Chamberlain habe Hitler in München gerettet, angesichts der vielen Unsicherheiten jede feste Grundlage fehle.
In einem Anhang zum Münchner Abkommen war auf Veranlassung Mussolinis festgelegt worden, dass Ungarn und Polen sich innerhalb von drei Monaten bilateral mit der Tschechoslowakei über ihre territorialen Fragen einigen sollten. Andernfalls sollten die vier Großmächte entscheiden. Die Verhandlungen mit Ungarn begannen am 9. Oktober 1938 zwischen Kálmán Kánya und Tiso. Nach ihrem Scheitern übernahmen Deutschland und Italien die Arbitrage, ohne dass Frankreich und Großbritannien Einwände erhoben hätten. So wurden die Grenzen am 2. November im Ersten Wiener Schiedsspruch festgelegt. Ungarn erhielt mehr als 12 000 km² der Slowakei mit einer Bevölkerung von rund 1.000.000 Einwohnern. Das waren 86 % der ursprünglichen ungarischen Forderung, 19 % der Fläche der Slowakei und 26 % ihrer Einwohner.
Polen hatte sich im Laufe des Jahres 1938 bereits mit Ungarn verständigt, einer Angliederung der Slowakei an Ungarn ebenso nicht im Wege zu stehen wie einer ungarischen Annexion der Karpartho-Ukraine. Ab August 1938 bereitete sich Polen auf einen militärischen Konflikt mit der Tschechoslowakei vor. Während die Westmächte die Tschechoslowakei am 19. September 1938 ultimativ aufforderten, die Sudetengebiete an das Deutsche Reich abzutreten, forderte Polen ein gleiches Vorgehen für das Olsagebiet. Im Teschener Schlesien waren nach dem 22. September polnische Sabotagegruppen aktiv. Am Abend des 30. September übermittelte Polen ein Ultimatum an die Tschechoslowakei, das die Abtretung der geforderten Gebiete verlangte und andernfalls militärische Gewalt androhte. Nach Annahme des Ultimatums rückten ab dem 2. Oktober polnische Truppen in das Olsagebiet ein.
Als die Führer der slowakischen Opposition Anfang Oktober 1938 dem Verbleib in dem föderalisierten tschechoslowakischen Staat zustimmten, erhob Polen auch Ansprüche auf kleinere slowakische Gebiete. So forderten polnische Diplomaten am 31. Oktober in Bratislava und am 1. November 1938 in Prag geringfügige Korrekturen der Grenzlinie zur Slowakei. International hatte sich Polen mit seinem Vorgehen aber isoliert. Mit dem Wiener Schiedsspruch wurde eine polnisch-ungarische Grenze verworfen und die autonome ukrainische Regierung in der Karpatenukraine gestärkt. Zugleich hatte Außenminister Joachim von Ribbentrop Polen am 24. Oktober 1938 in Berchtesgaden Vorschläge unterbreitet, die darauf hinausliefen, Polen in einen Satellitenstaat Deutschlands umzuwandeln.
Am 20. November stimmte die Regierung Syrový der endgültigen Linienführung der Grenze gegenüber dem Deutschen Reich zu und kam dem deutschen Lager durch die Genehmigung einer Autobahn von Breslau nach Wien und dem Bau des Oder-March-Donau-Kanals weiter entgegen.
Durch den „Vertrag zwischen dem Deutschen Reich und der Tschechoslowakischen Republik über Staatsangehörigkeits- und Optionsfragen“ wurde den „alteingesessenen“ Sudetendeutschen, die bereits vor 1910 im Sudetenland ansässig gewesen, aber tschechoslowakische Staatsbürger geworden waren, die „deutsche Volkszugehörigkeit“ zugewiesen. Angehörige nicht deutscher Volkszugehörigkeit, die Tschechoslowaken blieben, konnten binnen drei Monaten ausgewiesen werden, wie umgekehrt deutsche Volkszugehörige im tschechoslowakischen Staat. Konkret definiert wurde die „Volkszugehörigkeit“ freilich erst nach Errichtung des Protektorats Böhmen und Mähren, als die Segregation der Staatsangehörigen nach „Volkszugehörigkeit“ fortgesetzt wurde. Juden konnten dabei nie „deutsche Volkszugehörige“ sein. 200.000 Bewohner tschechischer Nationalität mussten das Sudetengebiet verlassen.

## Zerschlagung der „Rest-Tschechei“ 1939

Aufteilung der Tschechoslowakei:
1. Das Sudetenland wird ans Deutsche Reich angeschlossen (Oktober 1938).
2. Das Olsagebiet mit Tschechisch Teschen wird von Polen besetzt (ab 2. Oktober 1938).
3. Gebiete mit ungarischer Bevölkerungsmehrheit werden gemäß dem Ersten Wiener Schiedsspruch nach Ungarn rückgegliedert (2. November 1938);
4. die Karpato-Ukraine wird nach Ungarn rückgegliedert (16.–23. März 1939).
Ein Gebiet im Osten der Slowakei erhält Ungarn am 4. April 1939 zurück.
5. Im März 1939 wird die Rest-Tschechei deutsch besetzt und als Protektorat Böhmen und Mähren der Gebietshoheit des Deutschen Reiches unterstellt.
6. Die Slowakei wird (tags zuvor) ein eigener Staat.

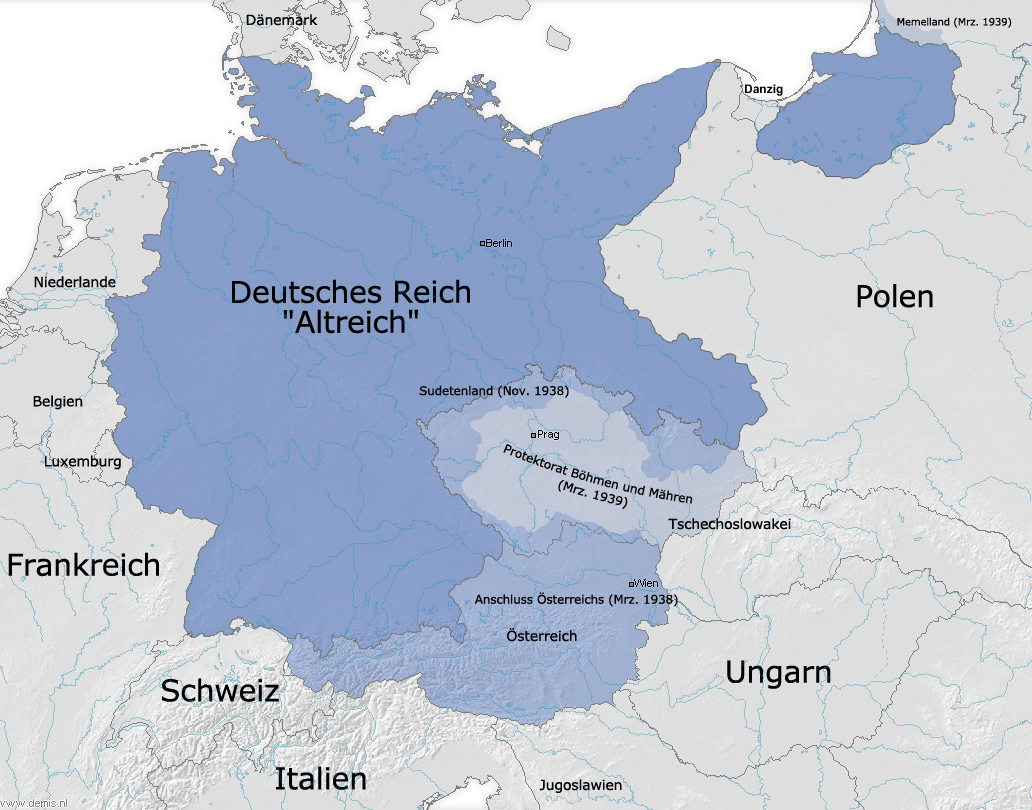
Das Deutsche Reich im Gebietsstand vom 31. Dezember 1937 (Altreich) stellte bis 1990 den letzten völkerrechtlich unumstrittenen Status Deutschlands dar. Die Nachwirkungen des Münchner Abkommens wie die 1939 erfolgte Auflösung der Tschechoslowakei beendeten die Beschwichtigungspolitik Chamberlains und führten zu einem Beistandsversprechen der europäischen Westmächte an Polen.

Am 15. März 1939 wurde die „Rest-Tschechei“, so die Bezeichnung in der Zeit des Nationalsozialismus, völkerrechtswidrig durch die deutsche Wehrmacht besetzt, was ein Bruch des Münchner Abkommens war. Nach dieser faktischen Annexion der Tschechoslowakei wurde das unter deutscher Gebietshoheit stehende Protektorat Böhmen und Mähren errichtet. Die Slowakei, als Slowakische Republik ein klerikal-faschistisch ausgerichteter „Schutzstaat“, wurde vom Deutschen Reich am 14. März 1939 anerkannt; der begründende „Schutzvertrag“ wurde einige Tage später am 23. März geschlossen. Die komplette Kontrolle über die frühere Tschechoslowakei war Hitler aus strategischen Gründen wichtig, zumal dieser lange Landstreifen bis in die Mitte des Großdeutschen Reiches hineinreichte. Hitlers relativ leichter Erfolg bei der Landnahme und die eher abwartende Haltung der westlichen Demokratien motivierten auch andere Nachbarn der ČSR zur Landnahme.
Mit dem Einmarsch in die Tschecho-Slowakische Republik kamen bedeutende Vorräte an Waffen, Munition, Rohstoffen und nicht zuletzt Devisenbeständen sowie mit den Škoda-Werken einer der bedeutendsten europäischen Maschinenbauer und Waffenhersteller der damaligen Zeit unter deutsche Kontrolle. Zudem war die moderne Ausrüstung der tschechoslowakischen Armee für die Wehrmacht eine wesentliche Beute. Im Westfeldzug von 1940 waren dann mehrere Panzerdivisionen mit den tschechischen Panzerkampfwagen 35 und 38 (t) ausgestattet.

## Die Rolle der Sowjetunion
Die Sowjetunion wollte an der Münchner Konferenz beteiligt werden und bot der Tschechoslowakei und Frankreich militärische Hilfe an, um den bestehenden tschechoslowakisch-französischen Beistandspakt durchzusetzen, was aber von Frankreich abgelehnt wurde. Ob dieses Hilfsangebot ernst gemeint war, ist umstritten. Richard Overy wies nach, dass die Rote Armee teilmobilisiert wurde. Das heißt, sie machte ihr Angebot wahr, aber das könnte auch nur im Zusammenhang mit der allgemeinen Kriegsgefahr gestanden haben. Die UdSSR war faktisch nur beschränkt in der Lage, der Tschechoslowakei zu helfen, denn sie besaß weder eine gemeinsame Grenze mit ihr noch Durchmarsch- oder Überflugrechte über polnisches Gebiet.
In der sowjetischen und apologetischen Geschichtsschreibung des ehemaligen Ostblocks wie beispielsweise der DDR wird das Münchner Abkommen als Komplott der westlichen Demokratien mit den Nationalsozialisten dargestellt. Im Kalten Krieg benutzte die Sowjetunion diese These, um propagandistisch Stimmung gegen den Westen zu machen.
Klaus Hildebrand schreibt, dass aus sowjetischer Sicht die westlichen Demokratien mit der Konferenz bewiesen hätten, dass ihnen sogar die Zusammenarbeit mit Hitler recht sei, um die Sowjetunion außenpolitisch zu isolieren. Stalin fühlte sich damit aus dem Konzert der europäischen Großmächte ausgegrenzt. Ihm schien es deshalb unmöglich, weiterhin mit den Westmächten zu kooperieren. In der Folge stellte er deshalb seine Außenpolitik um und suchte nun ebenfalls die Annäherung an Deutschland. Damit gehört das Münchner Abkommen zur Vorgeschichte des deutsch-sowjetischen Nichtangriffspaktes.

## Hitlers Kriegspläne und das Münchner Abkommen
Hitler stand dem Münchner Abkommen zwiespältig gegenüber. Zum einen konnte er seinen Krieg nicht führen. Auf der anderen Seite erhielt er einen Popularitätsschub, da die deutsche Bevölkerung zu diesem Zeitpunkt gegen einen Krieg war und Hitler in den Zeitungen als Friedensbewahrer dargestellt wurde.
Schon im September 1938 hatte Hitler Krieg gewollt, und noch in den in der Literatur umstrittenen Bormanndiktaten vom Februar 1945 hat er bedauert, dass er ihn damals nicht begonnen hatte: „Vom militärischen Standpunkt aus waren wir daran interessiert, ihn ein Jahr früher zu beginnen […]. Aber ich konnte nichts machen, da die Engländer und Franzosen in München alle meine Forderungen akzeptierten.“
In der Zeit des Nationalsozialismus und der Nachkriegszeit wurde das Münchner Abkommen als Münchener Frieden oder „Friede von München“ bezeichnet.

## Nachwirkung
Das Münchner Abkommen wurde durch den 1974 ratifizierten Prager Vertrag von 1973 zwischen der Bundesrepublik Deutschland und der Tschechoslowakischen Sozialistischen Republik vom 11. Dezember 1973 „im Hinblick auf ihre gegenseitigen Beziehungen nach Maßgabe dieses Vertrages als nichtig“ betrachtet. Die juristische Frage zwischen der Bundesregierung, die das Abkommen erst mit Abschluss des Prager Vertrags (mit Wirkung ex nunc) als ungültig ansah, und der tschechoslowakischen Regierung, die es ex tunc – also von Beginn an – als nichtig auffasste, da es unrechtmäßig unter Drohungen abgeschlossen beziehungsweise nach allgemeinem Völkerrecht unzulässig zu Lasten eines Dritten, nämlich der ČSR, gewesen sei, ließ der Prager Vertrag offen. Im Jahr 1992 bestätigte der Vertrag zwischen der Bundesrepublik Deutschland und der Tschechischen und Slowakischen Föderativen Republik über gute Nachbarschaft und freundschaftliche Zusammenarbeit den Prager Vertrag von 1973 auch hinsichtlich einer Nichtigkeit des Münchner Abkommens.

## Filme
- Otakar Vávra: Hitler – Die Tage des Verrats (1973)
- Petr Zelenka: Verloren in München (2015)[42]
- Christian Schwochow: München – Im Angesicht des Krieges (2022)